# Microxiphium leptospermi
Microxiphium leptospermi är en svampart som beskrevs av E.E. Fisher 1939. Microxiphium leptospermi ingår i släktet Microxiphium och familjen Coccodiniaceae.   Inga underarter finns listade i Catalogue of Life.